# 山麓奥特施泰特
山麓奥特施泰特（德語：Ottstedt am Berge，官方拼写为，發音：[ˈɔtʃtɛt ʔam ˈbɛʁɡə]）是德国图林根州魏玛地区县曾经的一个市镇，面积5.11平方千米，2014年1月2日人口为252人。2019年12月31日，山麓奥特施泰特所属的格拉默河谷管理共同体解散，其与另外8个成员市镇合并为新市镇格拉默塔尔。